# 강화 보문사 석실
보문사 석실(普門寺 石室)은 인천광역시 강화군 삼산면 매음리, 보문사에 있는 석굴사원이다. 1995년 3월 1일 인천광역시의 유형문화재 제27호로 지정되었다.

## 개요
보문사에 있는 석굴사원으로, 나한상(羅漢像)을 모시는 나한전의 구실을 한다. 천연동굴을 이용하여 입구에 무지개 모양을 한 3개의 문을 만들고, 그 안에 감실(龕室:불상을 모시는 방)을 마련하여 석가모니불을 비롯한 미륵 ·제화갈라보살, 나한상 등을 모셔두었다. 이 석불들에는 신라 선덕여왕 때 한 어부가 고기를 잡다가 그물에 걸린 돌덩이를 꿈에 나타난 대로 모셔 두었더니 큰 부자가 되었다는 전설이 내려오고 있는데, 불상의 제작연대는 그처럼 오래되지는 않은 것으로 보인다.

## 같이 보기
- 보문사
- 강화 보문사 맷돌
- 강화 보문사 향나무

## 참고 자료
- 보문사 석실 - 국가유산청 국가유산포털